# Пшеничный Ручей
Пшеничный Ручей — посёлок в Таймырском Долгано-Ненецком районе Красноярского края России. Входит в состав городского поселения город Дудинка.
Фактически прекратил существование.

## История
До 1989 года входил в состав Левинского сельсовета, находившегося в подчинении города окружного значения Дудинки. После 1989 года находился в подчинении сельской администрация посёлка Левинские Пески, подчинённая администрации Дудинки (официально: территории, подведомственные администрации города Дудинки.
На основании решения городского собрания города Дудинки от 22 сентября 1998 года постановлением администрации Таймырского (Долгано-Ненецкого) автономного округа от 28 декабря 2000 года № 552 посёлок был передан в административно-территориальное подчинение Дудинки. Постановление было отменено 4 января 2002 года как не соответствующее законодательству.
При образовании к 1 января 2005 года Таймырского Долгано-Ненецкого муниципального района территория Левинского сельсовета вошла в состав территории городского поселения Дудинки, однако сам населённый пункт учтён не был.
В реестре административно-территориальных единиц и территориальных единиц Красноярского края посёлок Пшеничный Ручей отсутствует и после 2011 года не учитывается в ОКАТО, в ОКТМО также отсутствует.
Официальные документы об упразднении данного населённого пункта отсутствуют, но фактически территория посёлка учитывается в качестве микрорайона Дудинки, в том числе в правовых актах.

## Население
По данным переписи 2002 года населения не было.